# 애슈턴 카터

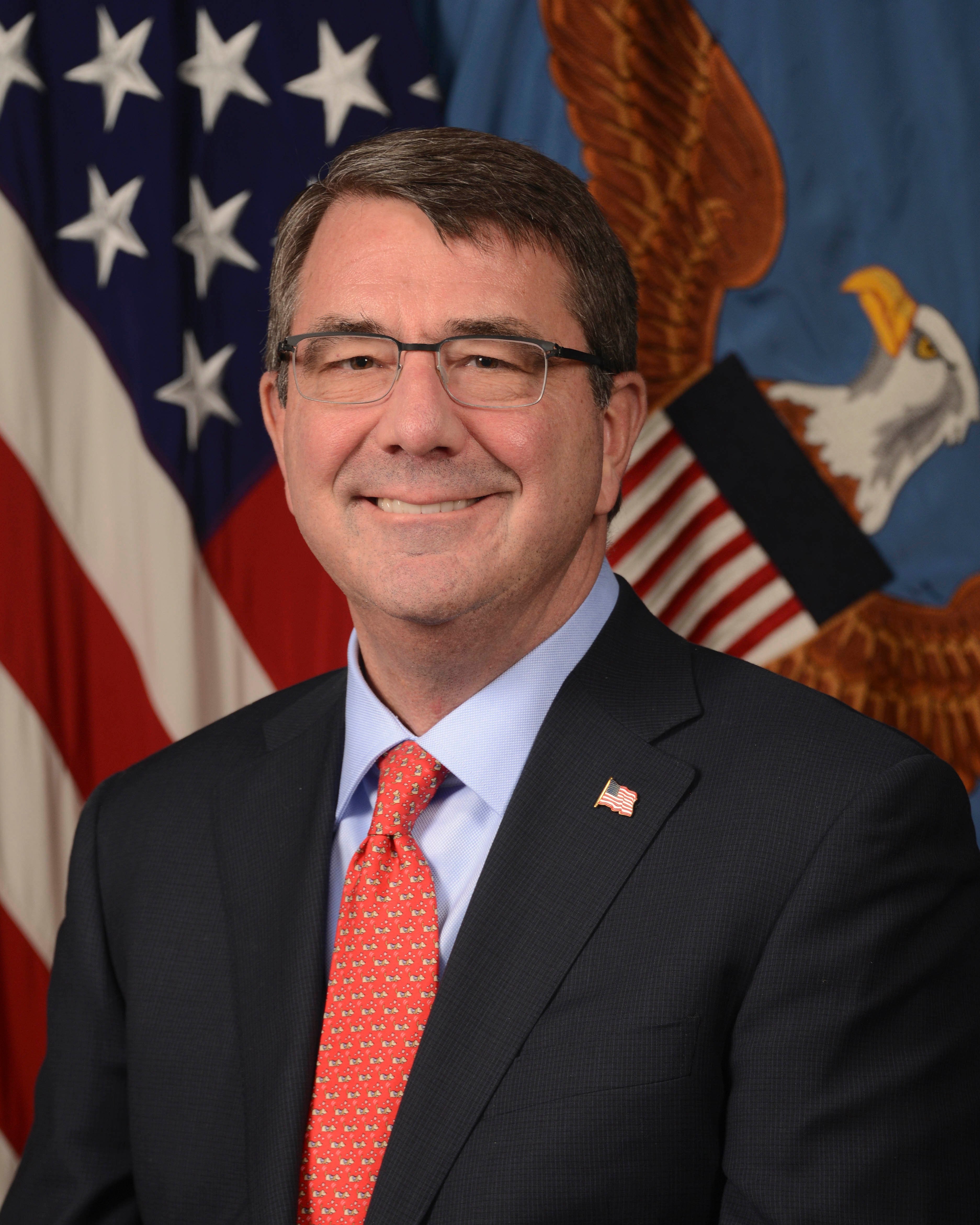
애슈턴 카터

애슈턴 볼드윈 카터(Ashton Baldwin Carter, 1954년 9월 24일 ~ 2022년 10월 25일)는 미국의 물리학자이자 정치인이다. 2009년 4월부터 2011년 10월까지 국방부 차관, 2011년 10월부터 2013년 12월까지는 미국 국방부 부장관을 역임했다. 2014년 12월 5일 버락 오바마 대통령에 의해 차기 미국 국방부 장관에 지명되어, 2015년 2월 17일에 미국 의회의 승인을 거쳐 정식으로 취임하여 2017년 1월까지 제25대 미국 국방부 장관을 역임했다.